# Othman Mirzan
Othman Mirzan (Jawi عثمان ميرزن; * 30. September 1994) ist ein ehemaliger malaysischer Skirennläufer.

## Karriere
Mirzan gab sein internationales Renndebüt am 20. Januar 2015 in Sugarbush, Vermont bei einem FIS-Riesenslalom. Sein erstes internationales Großereignis bestritt er zwei Jahre später bei den Weltmeisterschaften in St. Moritz, wobei er sich jedoch nicht für das Hauptrennen qualifizieren konnte. Es war dies die erste Teilnahme eines malaysischen Skirennläufers bei Alpinen Skiweltmeisterschaften.
Sein bestes Ergebnis bei einem internationalen Großereignis erzielte er kurz darauf bei den Winter-Asienspielen in Sapporo mit Rang 24 im Slalom.
In der Vorbereitung auf die Olympischen Winterspiele 2018 in Pyeongchang zog sich Mirzan bei einem Sturz eine schwere Gehirnerschütterung sowie drei gebrochene Rippen und eine ausgekegelte Schulter zu, woraufhin er seine sportliche Laufbahn beenden musste.

## Privates
Mirzan ist ein Enkel des ehemaligen malaysischen Premierministers Mahathir bin Mohamad.

## Erfolge

### Weltmeisterschaften
- St. Moritz 2017: DNQ Riesenslalom

### Winter-Asienspiele
- Sapporo 2017: 24. Riesenslalom